# Vistabella del Maestrazgo
Vistabella del Maestrazgo település Spanyolországban, Castellón tartományban. Vistabella del Maestrazgo Atzeneta del Maestrat, Benafigos, Benassal, Culla, Villafranca del Cid, Villahermosa del Río, Chodos, Puertomingalvo és Mosqueruela községekkel határos. Lakosainak száma 361 fő (2024).

## Népesség
A település népessége az elmúlt években az alábbi módon változott:
| Lakosok száma | 433  | 418  | 399  | 412  | 413  | 384  | 364  | 339  | 337  | 361  |
|               | 2001 | 2004 | 2006 | 2009 | 2011 | 2014 | 2016 | 2019 | 2021 | 2024 |